# 大岡川 (神奈川県)

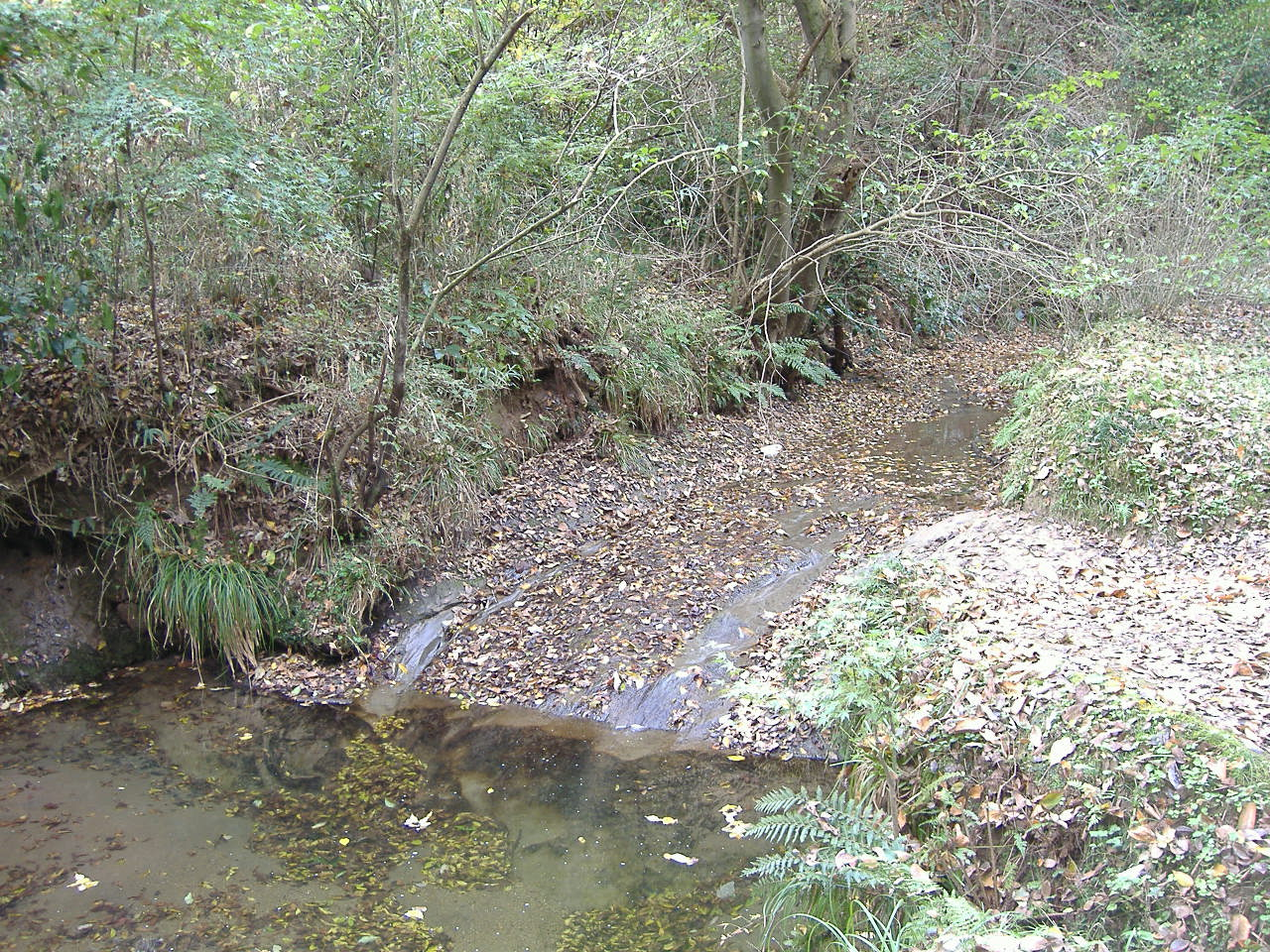
大岡川（笹下川）の上流部
（氷取沢市民の森内）

大岡川（おおおかがわ）は、神奈川県横浜市を流れ横浜港に注ぐ二級河川。上流部の笹下地区では笹下川（ささげがわ）の愛称で呼ばれている。

## 概要
横浜市磯子区氷取沢町（氷取沢市民の森）に源を発し、上流域の名称を笹下川として北へ流れる。港南区港南中央通付近で同区南部を流れる日野川を合わせ、名称を笹下川から大岡川へと変える。そして南区を北東に流れ、中区の桜木町と本町の境界から横浜港に注ぐ。流路延長:約12kmのうち、河川法に基づく二級河川指定部分は約8.5kmである。
江戸時代に今の南区 - 中区域に及ぶ吉田新田の干拓事業による埋め立てが行われるまでは、下流域の大半、今の横浜市南区堀之内の寶生寺辺りまでが大岡湾或いは蒔田湾と呼ばれる入り江だった。大岡湾(蒔田湾)部分を除いた上流部では本来の大岡川の名称では呼ばれず、旧久良岐郡松本村の小字で関之下と呼ばれた地域の日野川と笹下川の合流地点より下流の名称として大岡川と呼ばれる。
周辺には桜並木が並び、毎年「大岡川さくら祭り」が開かれる。かつては桜並木ではなく、広大な梅林が流域に複数存在した。
毎年8月には戦没者を悼む灯籠流しが行われている。横浜名産のスカーフは、かつてこの川で染められていた。近年まで横浜市港南区笹下地域には、嘗て笹下川流域に多数存在した捺染工場の最後の1軒が存在していた。
近年では2007年3月に初黄町・日ノ出町の地域住民が中心に「大岡川川の駅運営委員会」が設立され、環境浄化と地域活性化を目的に神奈川県横浜川崎治水事務所と共同で「川の駅 大岡川 桜桟橋」の親水施設を設置しＥボートやプレジャーボートにより大岡川の河川利用の活動を行い始めた。2015年5月には約200ｍ下流域長者橋のわきに、動力船専用の浮桟橋「横浜 日ノ出桟橋」が完成し同年8月に「一般社団法人　大岡川川の駅運営委員会」として神奈川県横浜川崎治水事務所及び横浜市との連携を取り、各桟橋利用調整を中心に親水活動・防災活動・環境清掃等の活動協力を行っている。その活動に賛同し2012年9月に結成された水辺荘が、大岡川の水辺を生かしたイベントの開催や賑わいの創出など様々な活動を行っている。また水辺荘や横浜SUP俱楽部が中心となって、ハワイ発祥のウォータースポーツ「スタンドアップパドル・サーフィン」（SUP）を実施している。

## 歴史

### 蒔田湾
かつては大岡川本流と中村川の分岐点付近から下流側は、現桜木町駅付近を出口とする釣鐘形の入り江だった。戦国時代は蒔田湾と呼ばれ、蒔田城を拠点として支配した蒔田吉良家の吉良成高や吉良頼康の時代は、港湾の役割を果たした。現在は学問上、かつての入り江は大岡湾と呼ばれる。
室町時代に鶴岡八幡宮の戦いによって鶴岡八幡宮が焼失する事件が起きた際、鶴岡八幡宮の再建事業では笹下川 - 蒔田湾の水運を利用し木材を運び、更に海運で杉田湊(現在の新杉田駅周辺)に輸送した。蒔田湾に接続していた大岡川では、現在もかつての名残りで材木問屋が複数軒存在する。
蒔田湾(大岡湾)は17世紀半ばから埋め立てられ、吉田新田を始めとする新田の開発が行われた。その南端が中村川上流部に当たり、大岡川本流との間にも数本の河川が残された。横浜港開港後には堀川（中村川下流部）と堀割川が運河として造られた。大岡川本流と中村川の間の河川は明治から昭和にかけて埋め立てられ、跡地は公園（大通り公園等）、首都高速道路等として利用されている。
1981年には上流部から東京湾に直接放流する笹下川分水路が建設された。分水路付近には北見掃部家の発祥地の石碑もある。

### 梅林
現在は桜並木が多い大岡川水系の遊歩道だが、かつて小田原北条家の奨励した梅の植林が盛んで、流域周辺には岡村梅林や杉田梅林、笹下城址の梅林など、多く広大な梅林が広がっていた。特に江戸時代 - 明治時代には間宮信繁が造営した杉田梅林が有名で江戸からの観光客で賑わった。杉田梅は、この梅林で収穫されていた。
現在では杉田梅林を破壊し建設された梅林小学校と公園に、その地名が残る。杉田間宮家の菩提寺である妙法寺の山門の脇に杉田梅林の顕彰碑が建てられている。旧笹下城主要部分だった笹下4丁目にも広大な杉田梅林が広がっており、江戸時代初期に京都から見学に来た西本願寺13世良如と関白九条幸家が遊覧したほどだった。その際に滞在したのが成就院で、現在の山号の梅花山は、滞在した2人が笹下の梅林の見事さに感嘆されたことで「梅花山」に改めたと言われる。明治天皇の御幸もあった。天皇は、料亭の石川楼に休息の拠点を置き、梅林を遊覧した。ただし、現在は梅林は残っていない。

### 売春宿
戦後には、米国の進駐軍が接収対象の地域となった。アメリカ軍兵士の娯楽施設として、川沿いには売春宿が存在した。パンパンガールとも呼ばれた日本人女性のなかには当時は英語が得意な者も多く、口紅などをつけて日本のファッションリーダーのような存在であった。その後売春防止法に伴い摘発された。

### 水上生活者
1960年代までは、河口付近に多数の艀が浮かび、そこを生活の場とする水上生活者が多数存在した。水上生活者の多くは港湾労働者であったが、1965年（昭和40年）に港湾労働法が施行され、労働条件が改善していくと水上生活者の数は大きく減少した。

## 環境
- 下流では滞留するヘドロにより悪臭が漂うことがあるが、近年では清掃活動なども行われており綺麗になってきている[5]。
- 2002年9月15日から2002年9月24日には「タマちゃん」と呼ばれる野生のアゴヒゲアザラシが出現し、話題となった。
- 2024年10月、笹下川分水路下流域で赤潮が発生。プランクトンの一種である夜光虫の爆発的に増殖したことより、水面が光る現象が確認された[7]。

## 支流
- 大岡川分水路（分流） - 支流日野川と大岡川本川（笹下川）より取水し東へ流れ磯子区新中原町付近から根岸湾へ放水する。
- 日野川
- 中村川（分流）
- 堀割川（分流・人工）

## 橋梁
（笹下川と日野川の合流地点）
- 青木橋
- 久保橋
- 大久保橋
- 京急本線（上大岡駅に近い）の橋
- 最戸橋（県道横浜鎌倉線、通称：鎌倉街道/横浜市営地下鉄ブルーラインも地下を通る）
- 越戸橋
- 向田橋
- 中里橋
- 与七橋（鎌倉街道/横浜市営地下鉄ブルーラインも地下を通る）
- 花見橋
- 観音橋
- さくら橋 - 観音橋に隣接。
- 弘岡橋
- 大井橋
- 鶴巻橋（保土ヶ谷宮元線）
- 蒔田橋
- 井土ヶ谷橋
- 清水橋

（中村川が東へ）
- 首都高速狩場線（中村川の上を通る）
- 山王橋
- 一本橋
- 道慶橋
- 白金橋
- 栄橋
- 太田橋（藤棚伊勢佐木線）
- 末吉橋
- 黄金橋
- 旭橋
- 長者橋（横浜駅根岸道路）
- 宮川橋
- 都橋
- 桜川橋（桜川新道）

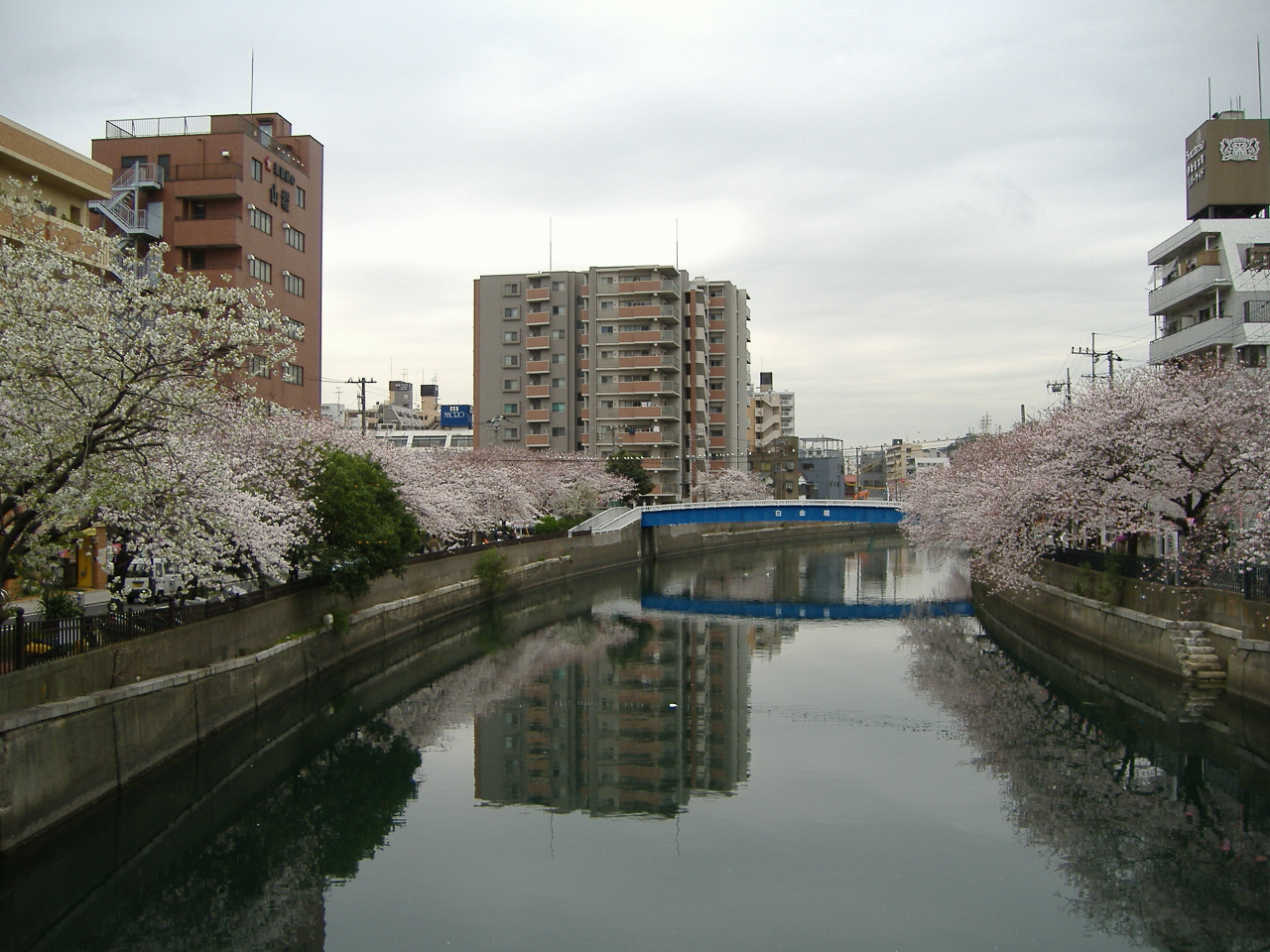
大岡川プロムナード（栄橋付近）

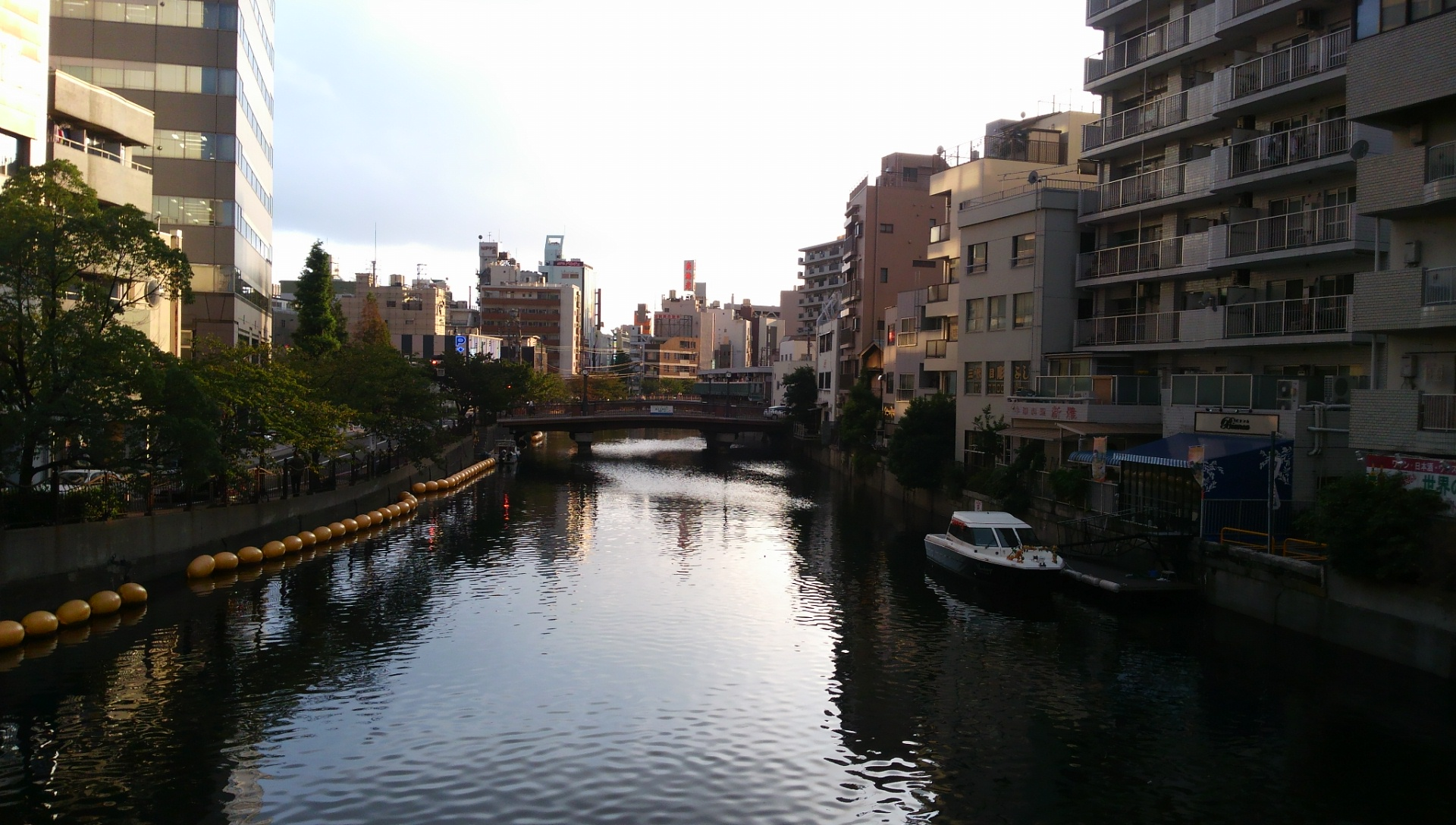
都橋（桜川橋より撮影）

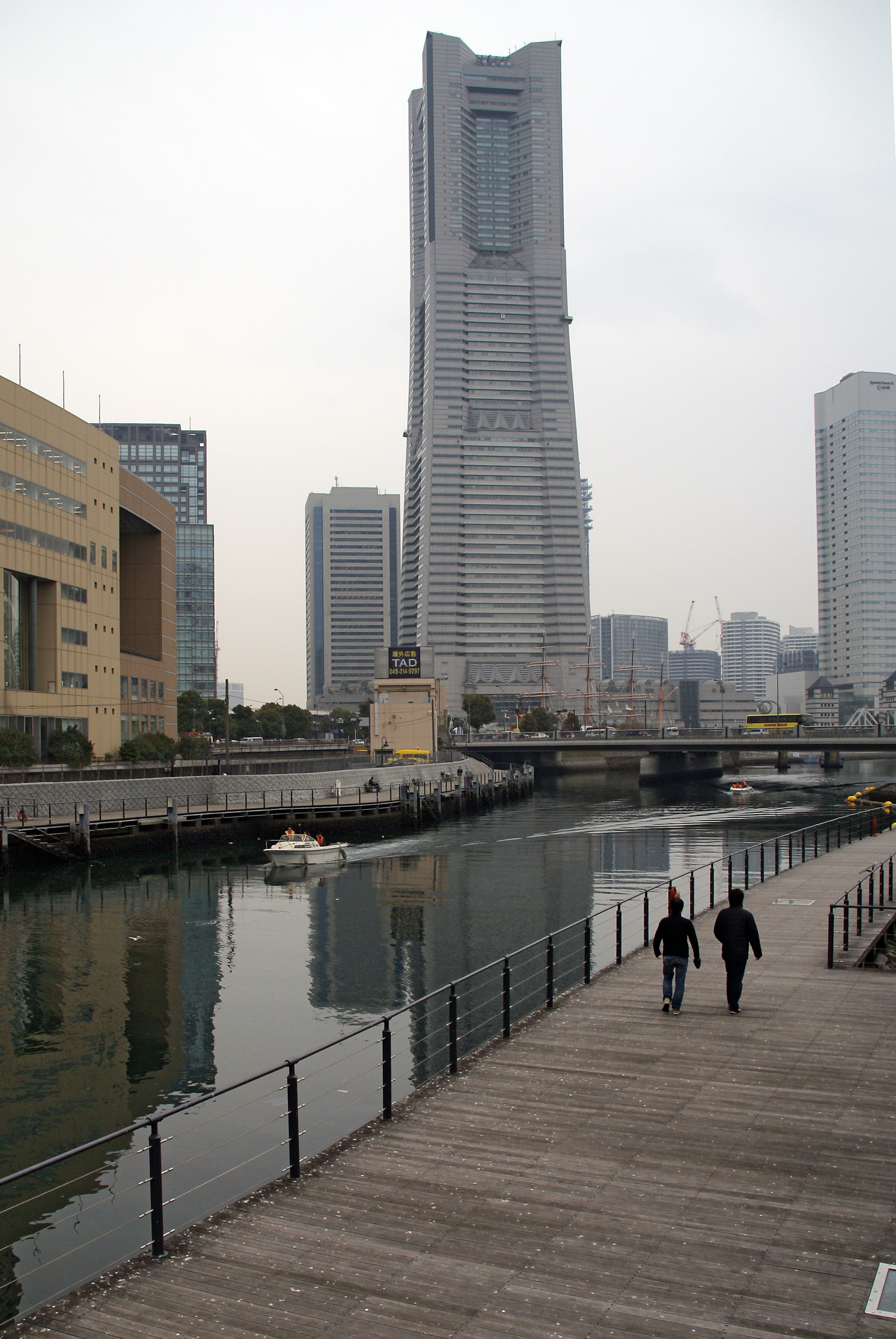
弁天橋と北仲橋間に整備されているボードウォーク（大岡川夢ロード）

  - （地下：首都高速横羽線/付近には横浜市営地下鉄ブルーラインも通る）
- 根岸線橋
- 大江橋（国道16号）
- 住吉橋
- 弁天橋（国道133号、通称：本町通り）
- さくらみらい橋（桜木町駅と横浜市役所を結ぶ人道橋）
- 北仲橋（栄本町線、通称：みなとみらい大通り）

（運河が東南東へ）
- 汽車道

（みなとみらい線が地下を通る）
- 国際橋（国際大通り）
- 女神橋（パシフィコ横浜付近と新港地区を結ぶ人道橋）

## 並行する交通

### 鉄道
- 京浜急行電鉄 京急本線（南太田駅〜日ノ出町駅間）